# Sarma (plat)
Pour les articles homonymes, voir Sarma.
La sarma (сарма, սարմա ou encore σαρμάς) est le nom roumain, turc, kurde, albanais, bosnien, croate, serbe, slovène, macédonien, bulgare, arménien, et occasionnellement grec du chou farci ou parfois des dolmas.
Le chou farci est un plat mondial qui se retrouve à travers le monde sous des appellations différentes.

## Étymologie
Le nom sarma dérive du turc sarmak qui signifie « rouler ».

## Un plat de fête religieuse
En Roumanie, en Croatie, en Serbie, en Bulgarie, en Bosnie, au Monténégro, en Macédoine et en Ukraine, la sarma (сарма) est consommée lors du réveillon de Noël et pour Pâques. Ou pour la fête de l'Aïd chez les musulmans bosniaques, albanais, roms et turcs aussi. Chez les Serbes et les Monténégrins, la sarma est aussi servie pour la Slava.
La sarma fait souvent partie des plats principaux au cours des cérémonies de mariage.

### Élément de la vie politique
En Serbie, en 2017, la sarma est un des éléments principaux de la campagne des élections présidentielles d'un candidat burlesque, Ljubiša Preletačević Beli, qui obtiendra tout de même la 3e place. Le nom de son parti, SPN, est un acronyme qui signifie : « Sarmu Probo nisi », ce qui se traduit par « tu n’as pas goûté les sarma »,. En 2016, il a remporté les élections dans une banlieue de Belgrade.
Dans la diaspora, elle est souvent conservée comme un rappel de l'ancienne patrie.

## Galerie

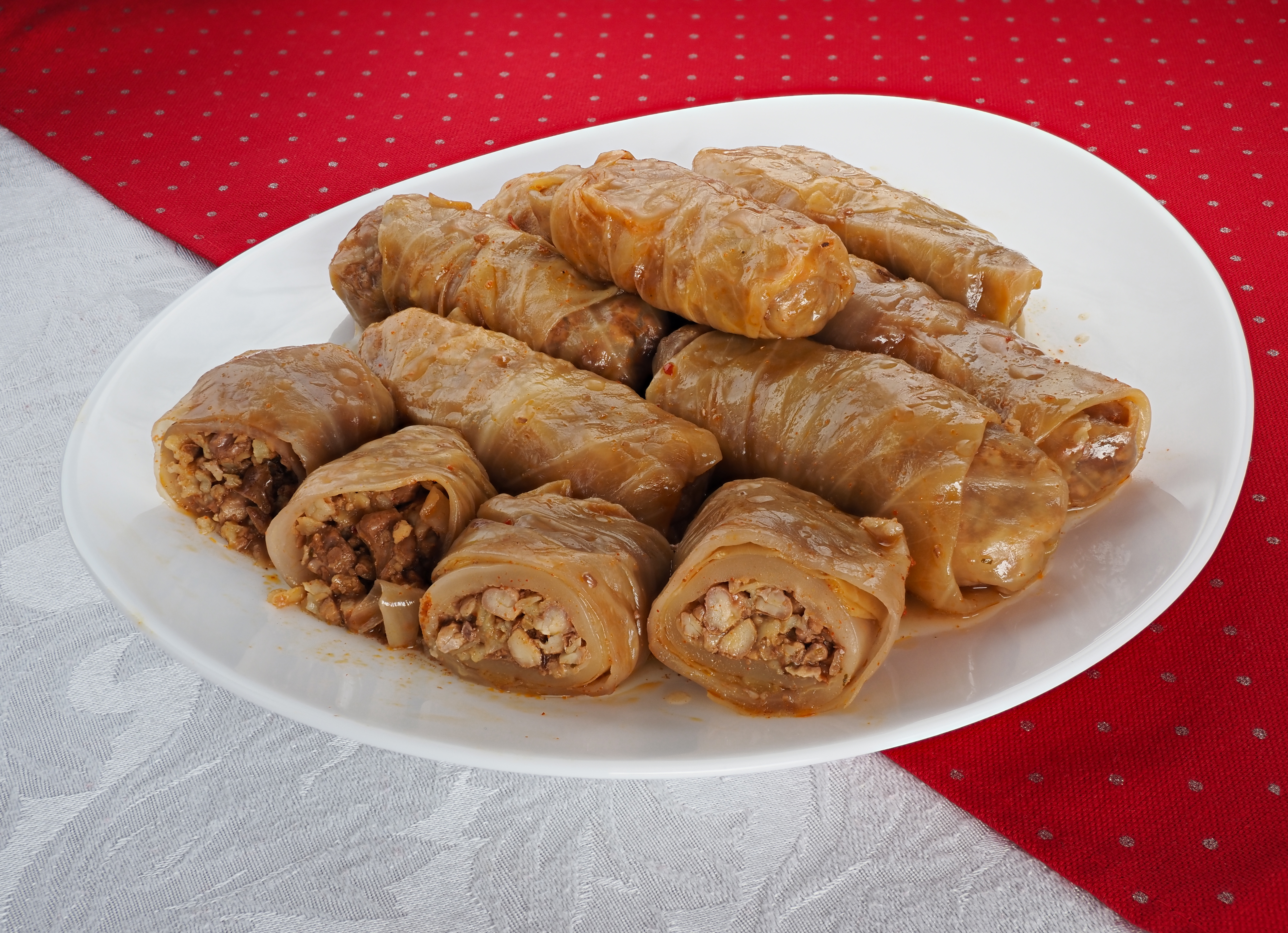
Sarma en Serbie
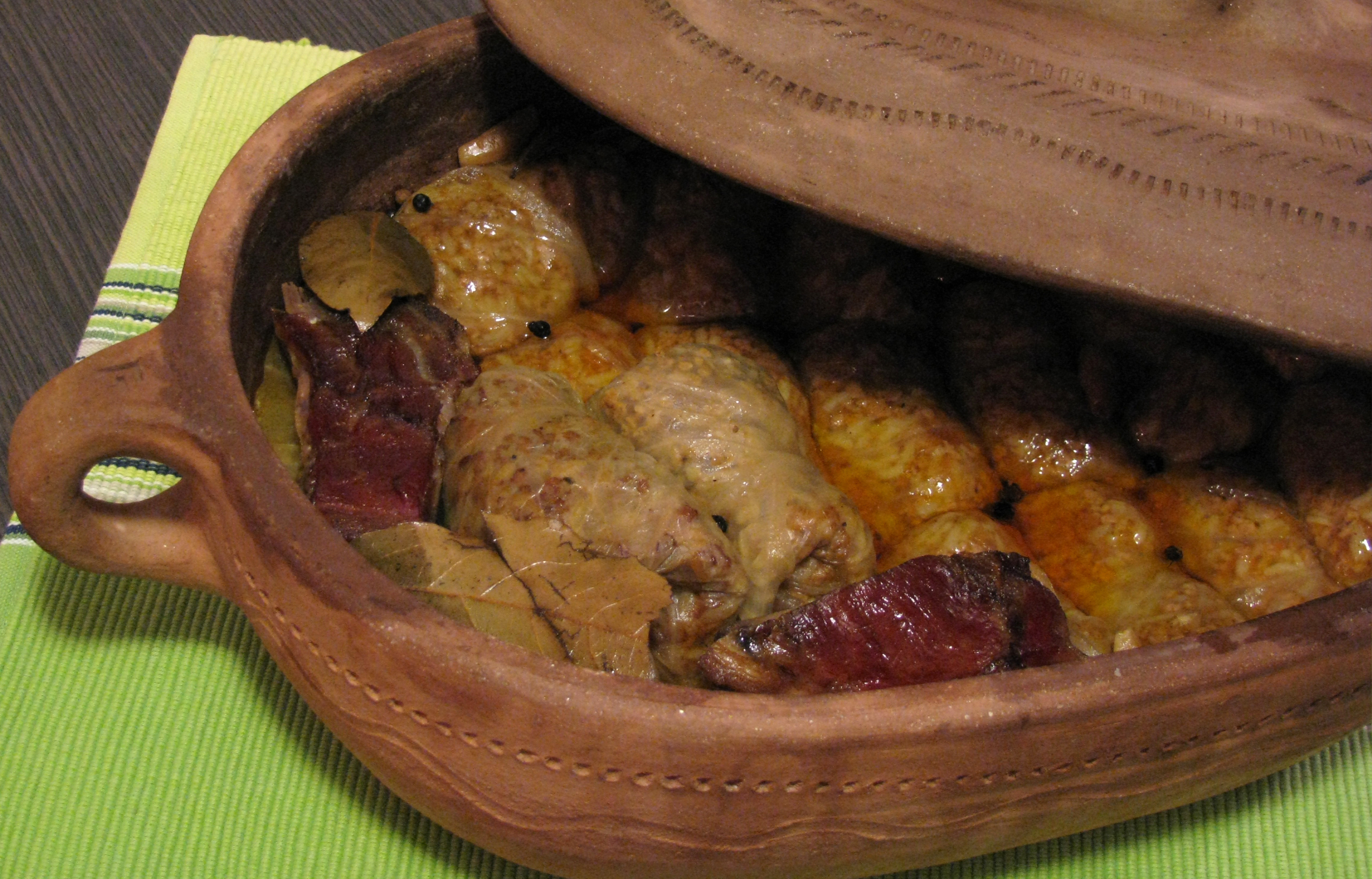
Sarma en Serbie
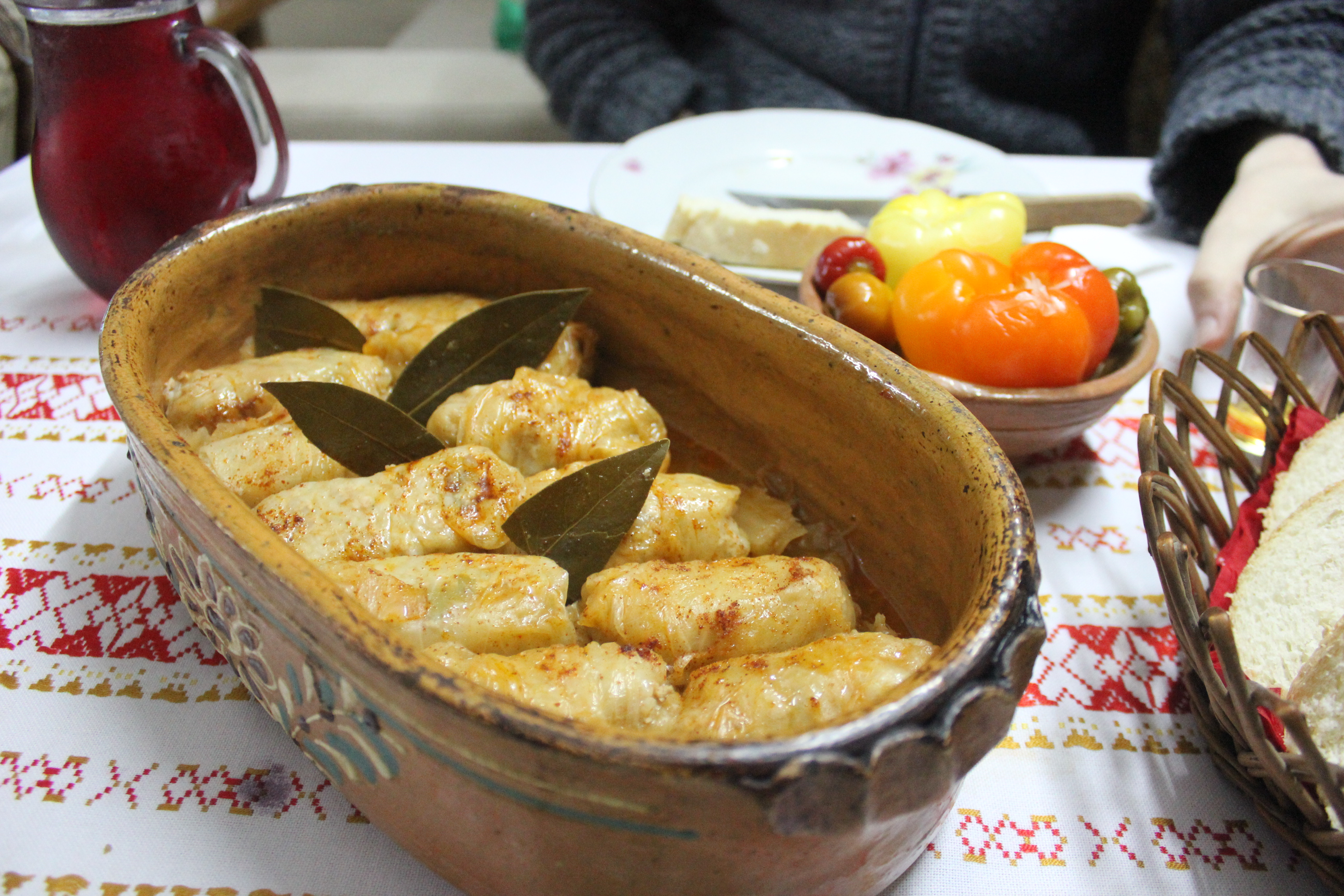
Sarma en Macédoine du Nord
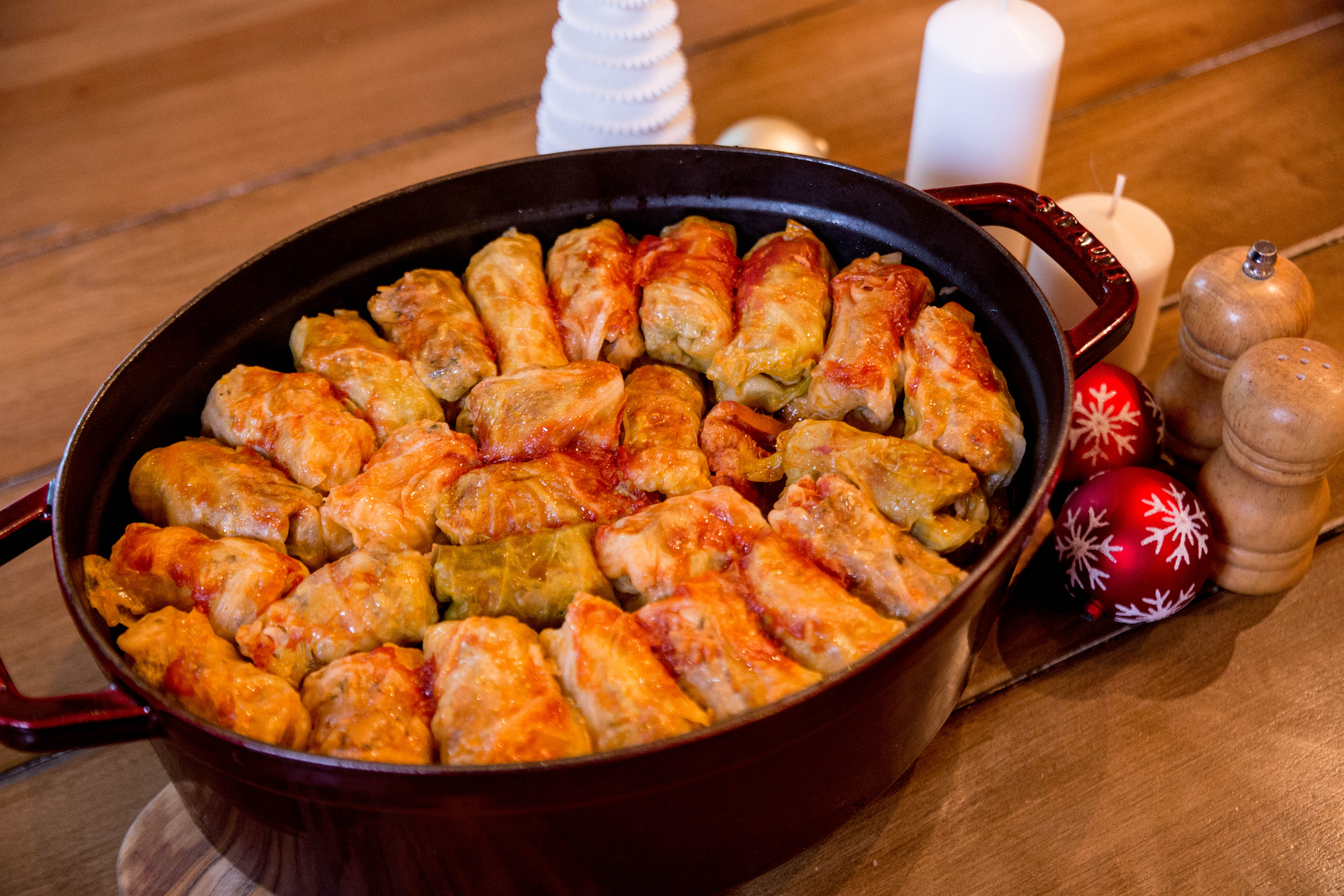
Sarma en Roumanie
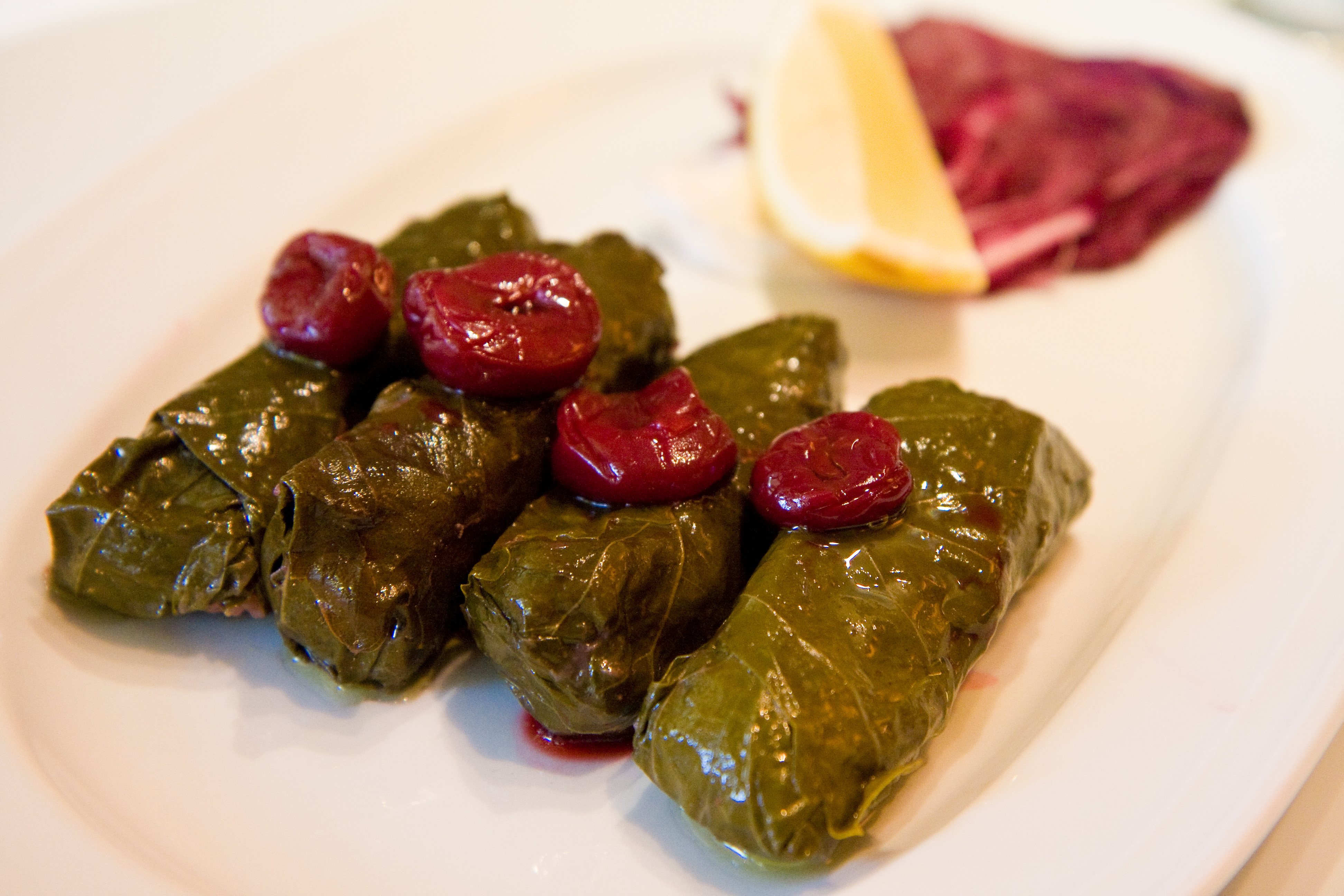
Sarma
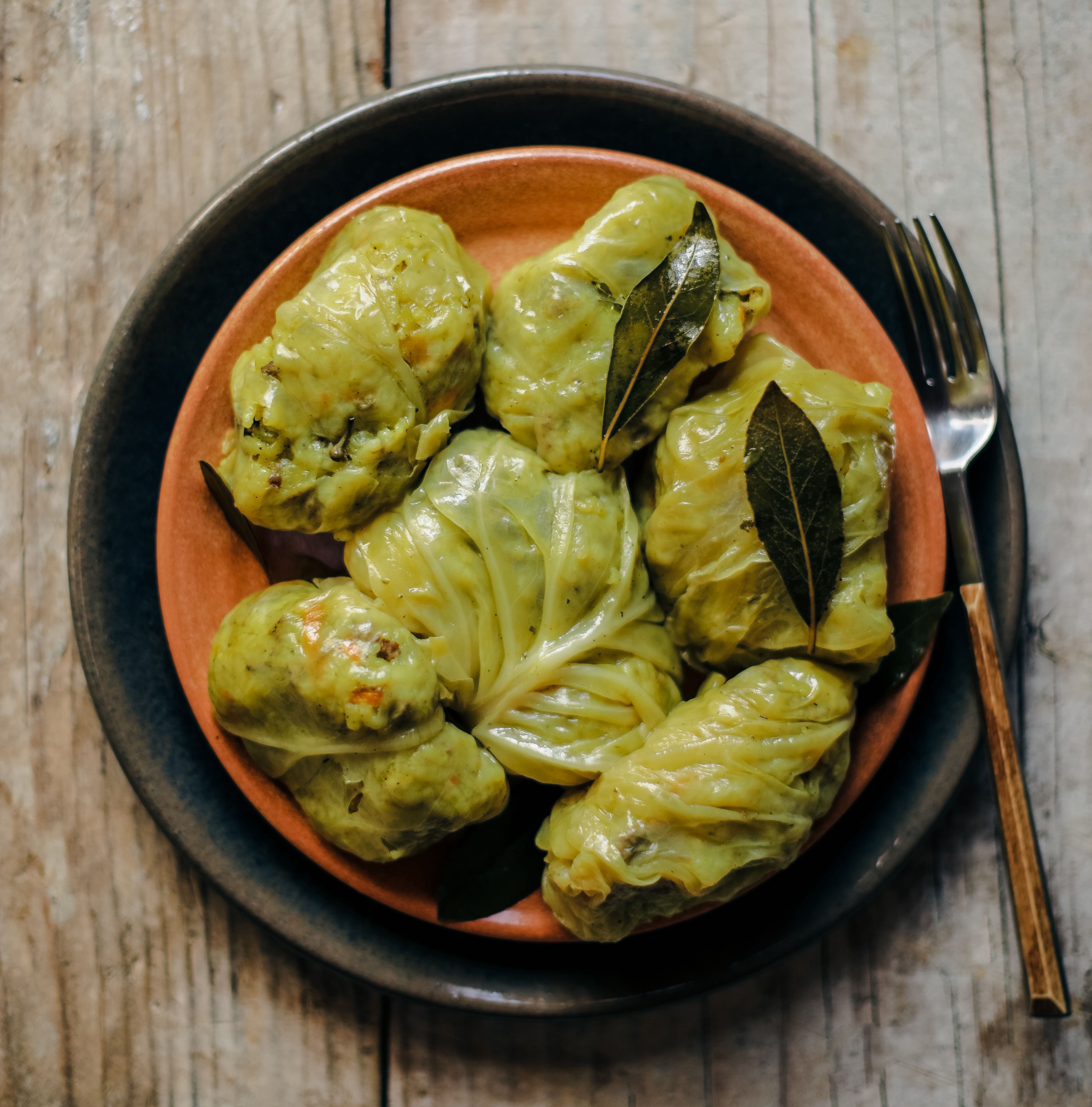
Sarma